# 土間

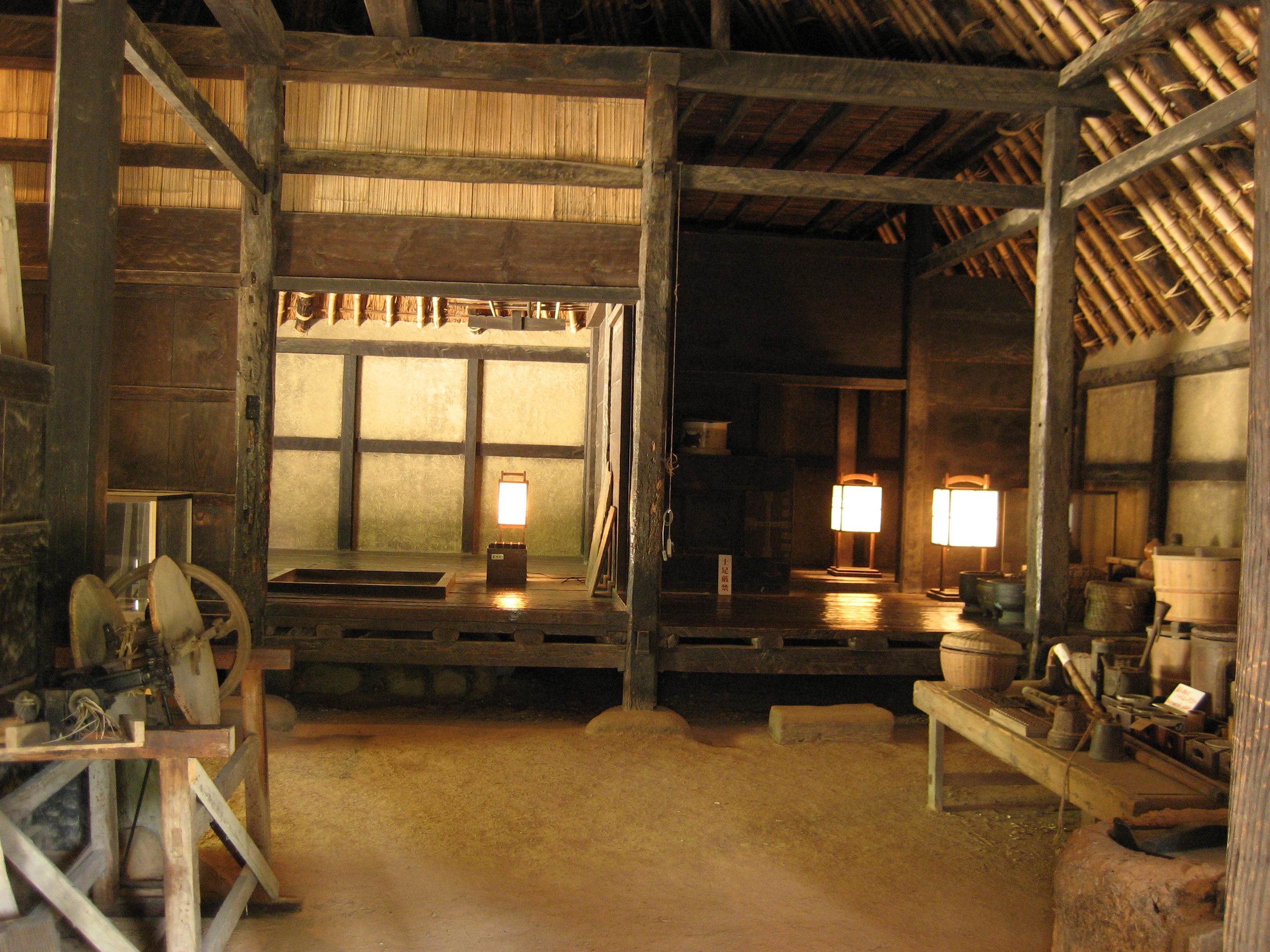
土間

土間（どま）指的是在日本建築中，構成家屋內部一部分的一種室內設計。

## 概要
在日本的傳統民家或倉庫的室內空間裡，人類生活起居的空間被柱區分成高於地面並鋪設木板等板材的地板「床（ゆか）」，以及與地面同高的土間兩個部分。土間的製作上，通常使用三和土（塗敷灰泥的地板）、硅藻土、混凝土 與瓷磚等幾種工法。
由於幾乎與地面同高，所以比其它作為生活空間的走廊、客廳、寢室之類的房間還要更低，也因為與屋外相連，是人進出之處，不會設置能敞開的扇門，而一定是拉門。雖然現在已經小型化，但仍然維持同樣的名稱，原本即具有「作為地面的室內房間」的性質。
在用途上，通常會使用具備防水性的建材。即便是到了現代，仍多保持著如舊時民宅般的傳統模樣。日本的民家自古以來就有支撐柱子的高架式地板的部分，以及土間的部分這兩個對等的空間，將這兩者結合在一起便是傳統建築的基本型態。兩者結合最重要的部位便是大黑柱（中柱）。
在現在的民宅建築裡，土間已經縮小為單純用來區分屋外屋內的狹小空間玄關，成為純粹用來脫放鞋子的處所，土間傳統作為營生活動的作業空間的重要機能，已經自生活用的住屋中排除。即便是現代的農家或手工業者，或是傳統在土間工作的室內產業業者，也多半改為在庭院或屋外等其他空間搭蓋簡易的屋簷，取代土間原本作為工作場所的功能。
以前的土間由於會作為工作場所，所以相當寬敞，而現在的土間的大小，寬者也只有半個榻榻米左右的大小（因住宅規模而異），成為玄關之下的附設空間。

## 主要用途
土間是室外與室內的過渡地帶，雖然在日本家屋中有著「室內要脫鞋」的生活習慣，但若是在土間即使穿著鞋也沒有關係。因此在現代住宅中便做為「穿脫鞋子的場所」而保存下來。是此，日本家屋的玄關、學校的入口都可以視作是一種土間。基本上土間被視為戶外，所以即使只是暫時下到土間，人們也會穿著拖鞋等簡單的鞋具。

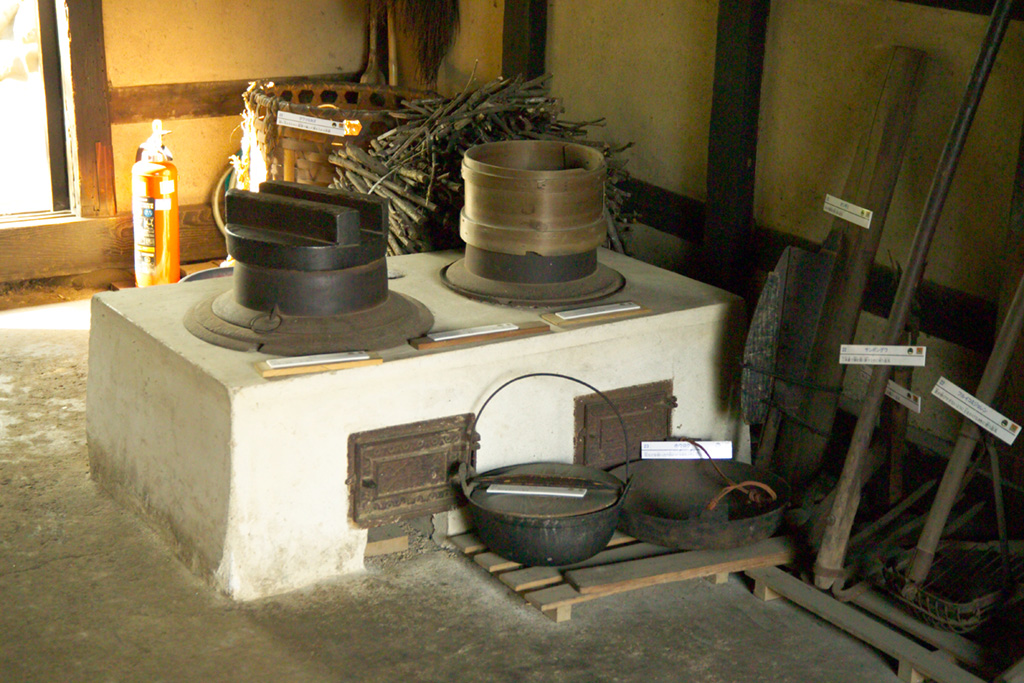
位於土間的煮炊處＝竈

### 工作場所
在雨天等場合時，會將之活用為保養農具或漁具等器具的作業空間。大小從數個至十數個榻榻米不等，有的會鋪設草蓆或是簣子做為坐處，或是做為脫下鞋子後的站立之處。
在從事容易產生垃圾和灰塵的工作時，人們通常會運用容易打掃乾淨的土間，但這也是因為在古老農村的日本家屋中，沒有特別設置「板之間」這種在起居空間內做為作業場所的地方，所以才將能彈性運用的土間使用於其它用途。另外，有些傳統農村的家屋也會因為私人用途，而設置了鋪設木板就是板之間，拆下木板後就變成土間的空間。

### 煮炊場所
由於在料理的過程中多半會使用到火和水， 因此一定會利用不必擔心地板腐爛或起火的土間。另外，在設置竈等使用到火的設備上，土間也比較容易設置，也能夠有效預防火災。所以在舊式住宅，多半會使用土間做為煮炊場所。
在傳統農村家屋，廁所和浴室多會設置在遠離主屋的另外一間小屋，而煮炊場所不在屋內，改為設置在戶外屋簷下的案例也不少見。這樣的構造雖然可以歸類成軒下（屋簷下方空間）的一部分，但有的煮炊處會為了隔絕風雨而圍設有簡單的牆壁，因此難以清楚地將之歸類屋內還是屋外。這樣的建築構造，有的地方也稱之為炊事場或釜屋（かまや）。

## 軍艦島的集合住宅
軍艦島（長崎縣）的公寓大廈是一種設施密集的團地，該地建築真實反映了竣工當時的時代，其玄關有著與土間等同的寬闊空間。此外，不管是不是在大樓內，地面到地板都有著極大的高度差等特徵，可以說這是殘留在過渡時期的樣貌。